# Richenza Polská (1116)
Richenza Polská (švédsky Rikissa Burislevsdotter, polsky Ryksa Bolesławówna; 12. duben 1116 – po 25. prosinci 1156) byla dvakrát švédská královna a také kněžna z Minsku. Byla dcerou polského knížete Boleslava III. a jeho druhé manželky Salomeny.

## Život

### První manželství
Boleslav III. uzavřel protipomořanskou alianci s králem Nielsem Dánským. Aby toto spojenectví zpečetili, Boleslavova dcera Richenza se okolo roku 1127 vdala za Nielsova syna Magnuse. Svému manželovi porodila dva syny: Knuta v roce 1129 a Nielse v roce 1130.
Magnus si po smrti švédského krále Inge II. nárokoval švédský trůn jako nejstarší vnuk Inge I. Ovládl část Švédska a Richenza se tak stala švédskou královnou. Magnusovým rivalem byl Ragnvald Knaphövde a Saxo Grammaticus píše, že Ragnvald byl zavražděn přívrženci Magnuse. Úspěšnějším však nakonec byl Sverker I., který v roce 1130 Magnuse vystrnadil z Västergötlandu a zemi sjednotil pod svou vládou.
Richenza se s manželem vrátila do Dánska. Zde popularita šlesvického vévody Knuta Lavarda přiměla Magnuse a jeho otce Nielse nařídit jeho vraždu (7. ledna 1131). Proti Nielsovi se vzbouřil jiný příbuzný, Erik (II.), který ho nakonec v roce 1134 u Foteviku porazil. Magnus v této bitvě zahynul a Niels byl zabit krátce nato. Vdova Richenza se vrátila do Polska, své dva syny zjevně zanechala v Dánsku.

### Druhé manželství
Boleslav III. našel dceři nového manžela. Jejím manželem byl jistý "Valador", pravdpědobně Volodar (bělorusky Valadar) z Minsku, který pod svou vládou sjednotil oblast měst Minsk, Polock a Grodno. Během manželství Richenza porodila tři děti: Vladimíra (pozdější vládce Minsku), Vasilka a dceru Sofii.
Okolo roku 1145 zřejmě polsko-minská unie ztratila výhody a manželství se rozpadlo. Richenza se opět vrátila do Polska, dceru vzala s sebou, kdežto synové zůstali s otcem.

### Třetí manželství
Okolo roku 1148 zemřela manželka Sverkera I. Ulvhild Håkansdotter. Brzy poté se ovdovělý švédský král oženil s Richenzou, která ke švédskému dvoru přivedla i svou dceru. Z manželství se narodil syn Boleslas/Burislev Sverkerson, pojmenovaný po Richenzinu otci, a kroniky uvádějí ještě jednoho, pravděpodobně mladšího syna Sune Sik Sverkerssona.
V roce 1150 se Richenzin syn Knut V., bojující o dánský trůn, uchýlil do Švédska. Richenzino manželství se švédským králem jí dávalo možnost synovi pomoci a někteří historici předpokládají, že to byl také zčásti důvod, proč se za Sverkera vdala. V roce 1156 se Knut V. oženil se Sverkerovou dcerou z prvního manželství Helenou. Koncem toho roku byl Sverker zavražděn.
V roce 1157 se Richenzina dcera Sofie provdala za spoluvládce Dánska Valdemara I. (od roku 1154 byli zasnoubeni); 9. srpna toho roku byl Knut V. zabit na oslavě muži dalšího spoluvládce Svena III. V roce 1158 zemřel Richenzin druhý syn Niels, zřejmě mnich v Esromu.
Ví se, že Richenza Sverkera přežila, ale fakta o jejím dalším životě nejsou známá.